# Herminia proxima
Herminia proxima là một loài bướm đêm trong họ Noctuidae.